# Jean Keraudy
Jean Keraudy, nome d'arte di Roland Barbat (Boulogne-Billancourt, 20 aprile 1920 – Cravent, 1º ottobre 2001), è stato un criminale francese, noto per le sue molteplici evasioni dal carcere, in particolare dalla prigione parigina de La Santé.
La sua vicenda ha ispirato il personaggio di Roland Darban nel romanzo Le Trou (1957) di José Giovanni, che conobbe Keraudy in quanto suo compagno di cella.
Durante la produzione del film Il buco (1960), il regista Jacques Becker lo scelse per interpretare Darban.

## Filmografia
- Il buco (Le Trou), regia di Jacques Becker (1960)

## Doppiatori italiani
- Nando Gazzolo in Il buco